# Hans Beimler (Drehbuchautor)
Hans Anthony Beimler (* 10. Juli 1953 in Mexiko-Stadt) ist ein US-amerikanischer Drehbuchautor und Filmproduzent. Besondere Bekanntheit erlangte er durch seine Arbeit in Raumschiff Enterprise – Das nächste Jahrhundert und der Ablegerserie Star Trek: Deep Space Nine.

## Leben
Beimlers Vater, der deutsche Einwanderer Johann Beimler (1921–2013), war Regisseur und Kameramann. Seine Mutter, die Amerikanerin Rosalind Rosoff Beimler (1921–2004), war Autorin und Malerin. Beimler ist der Enkel des deutschen kommunistischen Politikers Hans Beimler. Er besuchte die University of Southern California, wo er 1977 mit einem Diplom in Filmproduktion abschloss.
1985 verkaufte Beimler sein erstes Drehbuch, während dieser Zeit verdiente er seinen Lebensunterhalt wie sein Vater als Kameramann für Dokumentarfilme. Danach wurde er Regieassistent für mehrere Fernsehserien wie Eye to Eye und arbeitete an Spielfilmen wie Der Falke und der Schneemann, Splash – Eine Jungfrau am Haken und Cocoon mit. Beimler wurde als Drehbuchautor für die Fernsehserie Fame – Der Weg zum Ruhm engagiert und arbeitete dann für die Dramaserie Knightwatch, wonach er eine Anstellung in der Produktion der Science-Fiction-Serie Raumschiff Enterprise – Das nächste Jahrhundert erhielt.
Beimler schrieb hier mehrere Episoden und war von 1988 bis 1990 als Redakteur und Koproduzent tätig. Während dieser Zeit arbeitete er häufig mit Richard Manning zusammen. Danach war er Co-Produktionsleiter, Regisseur und Autor der kurzlebigen Serie Tek War – Krieger der Zukunft (nach den Tek-Romanen von Ron Goulart und William Shatner). Von 1995 bis 1999 arbeitete  Star Trek: Deep Space Nine. In der letzten Episode der Serie Das, was du zurücklässt hatte er einen im Abspann nicht erwähnten Auftritt als eine Holodeck-Figur. Im Jahr 2005 entwickelten Beimler und sein ehemaliger Drehbuch-Kollege von Deep Space Nine, Robert Hewitt Wolfe, den Pilotfilm zur Serie Scarlett.  Der Pilotfilm wurde von Cheyenne Productions entwickelt, einer Produktionsfirma von Bruce Willis.
Hans Beimler ist verheiratet und hat zwei Kinder.

## Werk (Auswahl)

### In Filmen
- Assistant director, Night Shift, 1982
- Assistant director, Zweimal täglich – Having it all, ABC, 1982
- Second assistant director, Splash, 1984
- Second assistant director, Mischief, Twentieth Century-Fox, 1985
- Second assistant director, Cocoon, Twentieth Century-Fox, 1985
- Assistant director, Verrat an der Liebe (Just between Friends), Orion, 1986
- First assistant director: Los Angeles, Auf der Suche nach dem goldenen Kind, 1986
- Der Falke und der Schneemann

### In Fernsehserien
- Story editor, Raumschiff Enterprise – Das nächste Jahrhundert, 1988
- Story editor, Knightwatch, ABC, 1988
- Executive script consultant, Raumschiff Enterprise – Das nächste Jahrhundert, 1989
- Coproducer, Raumschiff Enterprise – Das nächste Jahrhundert, 1989–1990
- Producer and supervising executive, Beyond Reality, USA Network, 1991
- Co-executive producer, TekWar, syndicated, 1994–1995
- Producer, Star Trek: Deep Space Nine, 1995–1996
- Co-supervising producer, Star Trek: Deep Space Nine, 1996–1997
- Supervising producer, Star Trek: Deep Space Nine, 1997–1999
- Co-executive producer, Star Trek: Deep Space Nine, 1999
- Co-executive producer, Profiler, NBC, 1999–2000
- Co-executive producer, The District – Einsatz in Washington, CBS, 2000–2001
- Producer, TekWar, 1994–1995
- Director, TekWar, 1994–1995

### Als Autor
- Mit Richard Manning: The Many Lives of Jonathan, Shadow Chasers, 1985
- Mit Richard Manning: The Arsenal of Freedom, Raumschiff Enterprise – Das nächste Jahrhundert, 1988
- Mit Richard Manning und Robert Lewin: Symbiosis, Raumschiff Enterprise – Das nächste Jahrhundert, 1988
- Mit Richard Manning:  The Schizoid Man, Raumschiff Enterprise – Das nächste Jahrhundert, 1989
- Mit Richard Manning:  The Emissary, Raumschiff Enterprise – Das nächste Jahrhundert, 1989
- Mit Maurice Hurley: Shades of Grey, Raumschiff Enterprise – Das nächste Jahrhundert, 1989
- Mit Richard Manning:  Who Watches the Watchers, Raumschiff Enterprise – Das nächste Jahrhundert, 1989
- Mit Richard Manning, Ira Steven Beh und Ronald D. Moore: Yesterday’s Enterprise, Raumschiff Enterprise – Das nächste Jahrhundert, 1990
- Mit Richard Manning:  Allegiance, Raumschiff Enterprise – Das nächste Jahrhundert, 1990
- Mit Richard Manning:  Eclipse, She Wolf of London, 1991
- Mit anderen: Star Trek: Deep Space Nine, 1994–1999
- Mit Richard Manning:  Time to Kill, Space Precinct, 1994
- Sellout, TekWar, 1994–1995
- Tek Posse, TekWar, 1994–1995
- Cyberhunt, TekWar, 1994–1995
- Reunion II, Profiler, NBC, 1999
- Worst Block, The District, CBS, 2000
- Mit Terry George: The Santa Wars, The District, CBS, 2000
- Mit Jack Maple: The DC Strangler, The District, CBS, 2001
- Fools Russian: Part 2, The District, CBS, 2001
- Tears of a Clone, The Chronicle (auch bekannt als News from the Edge), Sci-Fi Channel, 2002
- A Snitch in Time, The Chronicle (auch bekannt als News from the Edge), Sci-Fi Channel, 2002
- Azoth the Avenger Is a Friend of Mine, Twilight Zone, UPN, 2002